# Falmouth (condado de Barnstable)
Falmouth es un lugar designado por el censo ubicado en el condado de Barnstable en el estado estadounidense de Massachusetts. En el Censo de 2010 tenía una población de 3.799 habitantes y una densidad poblacional de 652,49 personas por km².

## Geografía
Falmouth se encuentra ubicado en las coordenadas 41°33′5″N 70°36′32″O / 41.55139, -70.60889. Según la Oficina del Censo de los Estados Unidos, Falmouth tiene una superficie total de 5.82 km², de la cual 5.39 km² corresponden a tierra firme y (7.47%) 0.44 km² es agua.

## Demografía
Según el censo de 2010, había 3.799 personas residiendo en Falmouth. La densidad de población era de 652,49 hab./km². De los 3.799 habitantes, Falmouth estaba compuesto por el 91.58% blancos, el 2.16% eran afroamericanos, el 0.55% eran amerindios, el 1.84% eran asiáticos, el 0% eran isleños del Pacífico, el 1.71% eran de otras razas y el 2.16% pertenecían a dos o más razas. Del total de la población el 1.4% eran hispanos o latinos de cualquier raza.